# Marcel Aubour
Marcel Aubour, né le 17 juin 1940 à Saint-Tropez (Var), est un footballeur international français des années 1960 et 1970. Évoluant au poste de gardien de but, il est formé à l'Olympique lyonnais, et y fait ses débuts professionnels, avant de jouer sous les couleurs de l'OGC Nice, du Stade rennais et du Stade de Reims.
Sélectionné à vingt reprises en équipe de France, il participe à la Coupe du monde 1966 en qualité de titulaire, mais sa carrière internationale s'arrête dès 1968. À son palmarès figurent deux victoires en Coupe de France, en 1964 avec l'Olympique lyonnais, et en 1971 avec le Stade rennais.

## Biographie
Marcel Aubour rejoint l'Olympique lyonnais en 1958, et y fait ses débuts professionnels en 1960. Avec l'Olympique lyonnais, il dispute deux finales de Coupe de France, gagnant celle de 1964 et atteignant les demi-finales de la Coupe d'Europe des vainqueurs de coupe la même année.
Porté par ses performances en club, Marcel Aubour succède à Pierre Bernard et remplace Daniel Eon, blessé, comme titulaire dans le but de l'équipe de France, avec laquelle il se qualifie pour la Coupe du monde 1966 en Angleterre. Les Bleus y essuient un échec, éliminés au premier tour par un manque de cohérence tactique et une série de contre-performances individuelles. Aubour n'est pas épargné, en grande partie responsable du but concédé face au Mexique lors du très décevant premier match des Tricolores (1-1)[réf. nécessaire].
Marcel Aubour quitte l'Olympique lyonnais pour l'OGC Nice après la Coupe du monde, et y évolue jusqu'à la descente du club en deuxième division en 1968. Il est également écarté de l'équipe de France au profit du Stéphanois Georges Carnus à la fin de la saison 1967-1968, après l'élimination des Bleus par la Yougoslavie en éliminatoires du championnat d'Europe des nations 1968.
En 1969, à l'OGC Nice, il est écarté au profit de Charles Marchetti, alors que le club est descendu en Division 2. Six mois plus tard, en janvier 1970, il signe au Stade rennais et retrouve une place de titulaire en Division 1. À Rennes, il remporte son second trophée en gagnant la Coupe de France 1971 face à son club formateur, l'Olympique lyonnais (1-0) après avoir éliminé l'Olympique de Marseille aux tirs au but en demi-finale, Aubour stoppant les tirs d'Édouard Kula et Jean-Louis Hodoul. Le succès en finale reste le meilleur souvenir de sa carrière : « C'était du délire. Cela a duré trois mois alors que la victoire de l'Olympique lyonnais en 1964 n'avait guère duré qu'une semaine ». Durant la saison 1970-1971, Aubour retrouve même l'équipe de France, mais doit à chaque fois se contenter du statut de doublure de Georges Carnus.
Marcel Aubour quitte le Stade rennais en 1972 pour le Stade de Reims, où il termine sa carrière en 1977. Il quitte ensuite le monde du football professionnel et s'établit dans sa ville natale de Saint-Tropez.

## Palmarès

### En club
- Vainqueur de la Coupe de France en 1964 avec l'Olympique lyonnais et en 1971 avec le Stade rennais
- Vainqueur du Challenge des champions en 1971 avec le Stade rennais
- Finaliste de la Coupe de France en 1963 avec l'Olympique lyonnais

### En équipe de France
- 20 sélections entre 1964 et 1968 (première sélection : 4 octobre 1964, Luxembourg-France, 0-2)
- Participation à la Coupe du Monde en 1966 (premier tour)

## Statistiques
| Saison                | Club                  | Championnat           | Championnat | Championnat | Coupe(s) nationale(s) | Coupe(s) nationale(s) | Supercoupe | Supercoupe | Compétition(s) continentale(s) | Compétition(s) continentale(s) | Compétition(s) continentale(s) | France | France | Total | Total |
| Saison                | Club                  | Division              | M.          | B.          | M.                    | B.                    | M.         | B.         | Comp.                          | M.                             | B.                             | M.     | B.     | M.    | B.    |
| 1960-1961             | Olympique lyonnais    | Division 1            | 11          | 0           | 1                     | 0                     | -          | -          | C3                             | 0                              | 0                              | -      | -      | 12    | 0     |
| 1961-1962             | Olympique lyonnais    | Division 1            | 1           | 0           | 0                     | 0                     | -          | -          | C3                             | 0                              | 0                              | -      | -      | 1     | 0     |
| 1962-1963             | Olympique lyonnais    | Division 1            | 37          | 0           | 7                     | 0                     | -          | -          | -                              | -                              | -                              | -      | -      | 44    | 0     |
| 1963-1964             | Olympique lyonnais    | Division 1            | 32          | 0           | 6                     | 0                     | -          | -          | C2                             | 9                              | 0                              | -      | -      | 47    | 0     |
| 1964-1965             | Olympique lyonnais    | Division 1            | 34          | 0           | 1                     | 0                     | -          | -          | C2                             | 2                              | 0                              | 6      | 0      | 43    | 0     |
| 1965-1966             | Olympique lyonnais    | Division 1            | 38          | 0           | 5                     | 0                     | -          | -          | -                              | -                              | -                              | 5      | 0      | 48    | 0     |
| Sous-total            | Sous-total            | Sous-total            | 153         | 0           | 20                    | 0                     | -          | -          | -                              | 11                             | 0                              | 11     | 0      | 195   | 0     |
| 1966-1967             | OGC Nice              | Division 1            | 36          | 0           | 2                     | 0                     | -          | -          | C3                             | 2                              | 0                              | 3      | 0      | 43    | 0     |
| 1967-1968             | OGC Nice              | Division 1            | 38          | 0           | 3                     | 0                     | -          | -          | C3                             | 2                              | 0                              | 6      | 0      | 49    | 0     |
| 1968-1969             | OGC Nice              | Division 1            | 22          | 0           | 4                     | 0                     | -          | -          | C3                             | 1                              | 0                              | -      | -      | 27    | 0     |
| 1969-1970             | OGC Nice              | Division 2            | 0           | 0           | 0                     | 0                     | -          | -          | -                              | -                              | -                              | -      | -      | 0     | 0     |
| Sous-total            | Sous-total            | Sous-total            | 96          | 0           | 9                     | 0                     | -          | -          | -                              | 5                              | 0                              | 9      | 0      | 119   | 0     |
| 1969-1970             | Stade rennais UC      | Division 1            | 15          | 0           | 8                     | 0                     | -          | -          | -                              | -                              | -                              | -      | -      | 23    | 0     |
| 1970-1971             | Stade rennais UC      | Division 1            | 37          | 0           | 9                     | 0                     | -          | -          | -                              | -                              | -                              | -      | -      | 46    | 0     |
| 1971-1972             | Stade rennais UC      | Division 1            | 34          | 0           | 3                     | 0                     | 1          | 0          | C2                             | 2                              | 0                              | -      | -      | 40    | 0     |
| Sous-total            | Sous-total            | Sous-total            | 86          | 0           | 20                    | 0                     | 1          | 0          | -                              | 2                              | 0                              | -      | -      | 109   | 0     |
| 1972-1973             | Stade de Reims        | Division 1            | 34          | 0           | 4                     | 0                     | -          | -          | -                              | -                              | -                              | -      | -      | 38    | 0     |
| 1973-1974             | Stade de Reims        | Division 1            | 37          | 0           | 8                     | 0                     | -          | -          | -                              | -                              | -                              | -      | -      | 45    | 0     |
| 1974-1975             | Stade de Reims        | Division 1            | 38          | 0           | 3                     | 0                     | -          | -          | -                              | -                              | -                              | -      | -      | 41    | 0     |
| 1975-1976             | Stade de Reims        | Division 1            | 33          | 0           | 5                     | 0                     | -          | -          | -                              | -                              | -                              | -      | -      | 38    | 0     |
| 1976-1977             | Stade de Reims        | Division 1            | 5           | 0           | 0                     | 0                     | -          | -          | -                              | -                              | -                              | -      | -      | 5     | 0     |
| Sous-total            | Sous-total            | Sous-total            | 147         | 0           | 20                    | 0                     | -          | -          | -                              | -                              | -                              | -      | -      | 167   | 0     |
| Total sur la carrière | Total sur la carrière | Total sur la carrière | 482         | 0           | 69                    | 0                     | 1          | 0          | -                              | 18                             | 0                              | 20     | 0      | 590   | 0     |